# Pandemia de cólera de 1899–1923

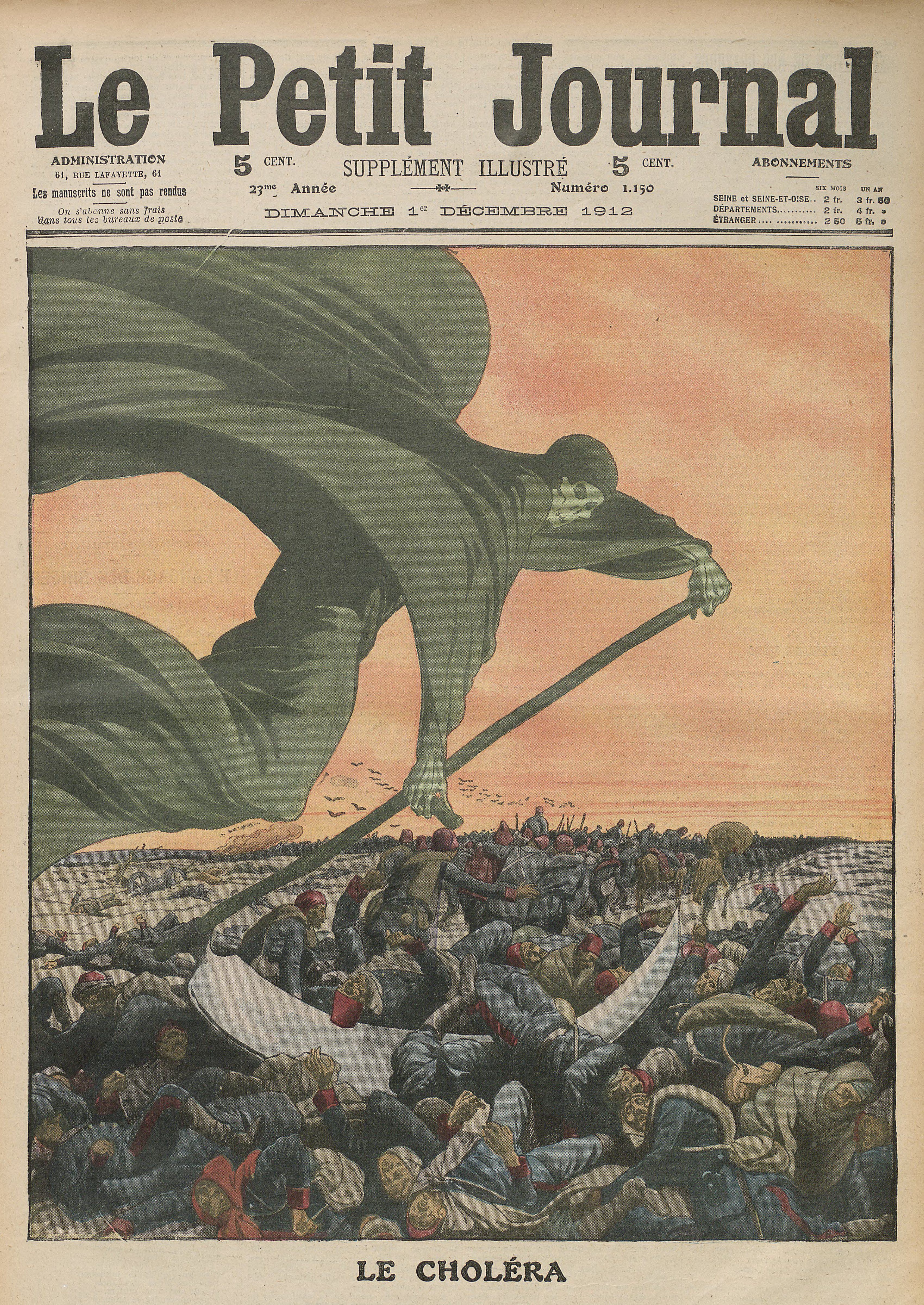
Desenho da morte trazendo a cólera, no Le Petit Journal (1912).

A sexta pandemia de cólera (1899–1923) foi um grande surto de cólera, que começou na Índia, onde matou mais de 800.000 pessoas, e se espalhou pelo Oriente Médio, norte da África, leste da Europa e Rússia.
É considerada uma das principais pandemias da história.

## História
De acordo com Leonard Rogers, após um surto de cólera em Haridwar Kumbh Mela, a epidemia se espalhou pela Europa por Punjab, Afeganistão, Pérsia e sul da Rússia.

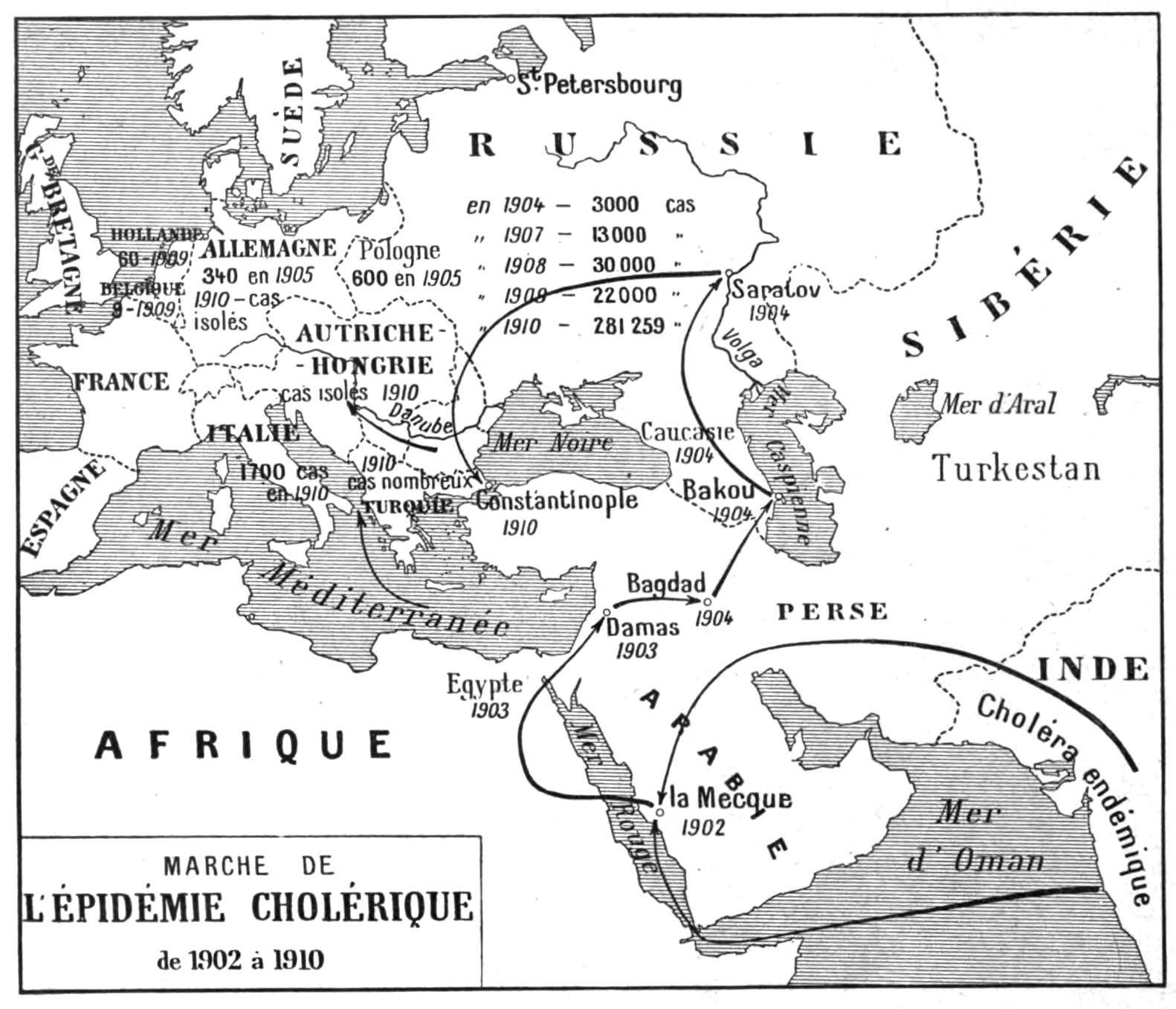
Mapa francês (publicado em 1911) mostrando o progresso da epidemia de cólera de 1902 a 1910.

O último surto de cólera foi nos Estados Unidos em 1910–1911, quando o navio a vapor Moltke trouxe de Nápoles pessoas infectadas para Nova York. As autoridades de vigilância sanitária isolaram os infectados na ilha de Swinburne, construída no século XIX como uma instalação de quarentena. Onze pessoas morreram, incluindo um profissional de saúde no hospital da ilha.
A pandemia atingiu o Império Otomano e Norte da África em 1910.